# 圣阿尔班
圣阿尔班（法語：Saint-Albain，法語發音：[sɛ̃.t‿albɛ̃]）是法国索恩-卢瓦尔省的一个市镇，属于马孔区。

## 地理
圣阿尔班（46°25'41"N, 4°52'37"E）面积5.64 平方千米，位于法国勃艮第-弗朗什-孔泰大區索恩-卢瓦尔省，该省份为法国中部省份，北起顺时针与科多尔省、汝拉省、安省、罗讷省、卢瓦尔省、阿列省和涅夫勒省接壤。
与圣阿尔班接壤的市镇（或旧市镇、城区）包括：博兹、雷苏兹、克莱塞、拉萨勒、维雷、弗勒维尔。

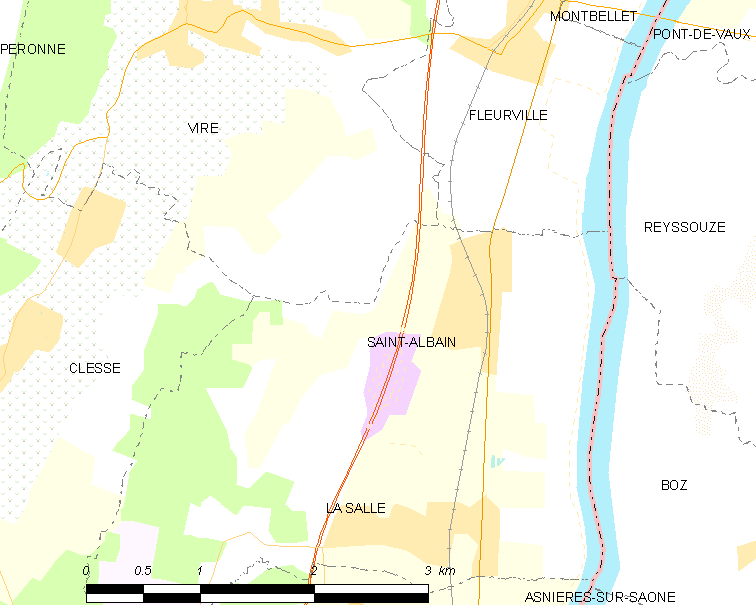
圣阿尔班的OSM定位图

圣阿尔班的时区为UTC+01:00、UTC+02:00（夏令时）。

## 行政
圣阿尔班的邮政编码为71260，INSEE市镇编码为71383。

## 政治
圣阿尔班所属的省级选区为于里尼县。

## 人口

1962-2008年间圣阿尔班人口变化图示

圣阿尔班于2022年1月1日时的人口数量为548人。